# Gymnopithys bicolor
A Gymnopithys bicolor a madarak osztályának verébalakúak (Passeriformes) rendjébe és a hangyászmadárfélék (Thamnophilidae) családjába tartozó faj.

## Rendszerezése
A fajt George Newbold Lawrence amerikai amatőr ornitológus írta le 1863-ban, a Pithys nembe Pithys bicolor néven. Egyes szervezetek szerint a kétszínű hangyászmadár (Gymnopithys leucaspis) alfaja Gymnopithys leucaspis bicolor néven.

## Alfajai
- Gymnopithys bicolor bicolor
- Gymnopithys bicolor olivascens
- Gymnopithys bicolor daguae
- Gymnopithys bicolor aequatorialis[2]

## Előfordulása
Costa Rica, Honduras, Nicaragua, Panama, Ecuador és Kolumbia területén honos. A természetes élőhelye a szubtrópusi vagy trópusi síkvidéki- és hegyi esőerdők. Állandó, nem vonuló faj.

## Megjelenése
Testhossza 13,5-14,5 centiméter, testtömege 28-37 gramm.

## Életmódja
Leginkább rovarokkal táplálkozik, de más ízeltlábúakat is fogyaszt.

## Természetvédelmi helyzete
Az elterjedési területe rendkívül nagy, egyedszáma viszont csökkenő, de még nem éri el a kritikus szintet. A Természetvédelmi Világszövetség Vörös listáján nem fenyegetett fajként szerepel.

## Külső hivatkozások
- Képek az interneten a fajról
- Xeno-canto.org - a faj hangja